# Обояновка
Обоя́новка — село в Мариинском районе Кемеровской области. Входит в состав Благовещенского сельского поселения.

## География
Центральная часть населённого пункта расположена на высоте 129 метров над уровнем моря.

## Население
По данным Всероссийской переписи населения 2010 года, в селе Обояновка проживает 282 человека (142 мужчины, 140 женщин).